# Cagiva Prima
Le Cagiva Prima sono delle motociclette stradali della Cagiva prodotta nella cilindrata 50 e 75 cm³.

## Prima 50
La Prima 50 è stata prodotta per un periodo abbastanza breve, dal 1992 al 1999, ed era un ciclomotore nato senza l'omologazione e predisposizione per il trasporto del passeggero, mentre dal '93 ottiene tale omologazione.
La carenatura è particolare, con i fari non a filo della carrozzeria ma più interni ad essa.
Le ruote sono semplici e a tre razze, con forcelle rovesciate e il miscelatore è meccanico per la lubrificazione separata.
Il propulsore è di produzione Cagiva, con raffreddamento a liquido tramite un piccolo radiatore nella parte anteriore della moto.
Il carburatore di serie era un 14/12 Dell'Orto con immissione separata dell'olio. 
Venne principalmente prodotta in due versioni, una a 3 marce e una a 6 che si distingueva per la denominazione "Prima R Evoluzione".
Quest'ultima ha le carene completamente rosse con inserti in carbon-look sulle fiancate e sotto il cupolino, e presenta sul codino le decalcomanie "Prima R Evoluzione" con il logo "CRC" (acronimo do Cagiva Reparto Corse).
La versione a 3 marce, invece, montava le carene denominate "Lucky Explorer" per via delle decalcomanie che ricordavano il logo del marchio di sigarette Lucky Strike con cui Cagiva aveva stretto un accordo di sponsorizzazione.
L'estetica della moto è molto simile a quella della Cagiva Mito 125 che però, alla fine degli anni 90, si evolverà acquisendo l'aspetto della Ducati 916 e mantenendo della sorella minore solamente il codino.
Le carene sono interamente in resina e attaccate al telaio grazie a supporti con gommini filettati.
Una particolarità di questo ciclomotore è lo spazio per il casco ricavato all'interno del "finto" serbatoio, il quale però rimane comunque troppo piccolo per la maggior parte dei caschi oggi omologati ma comunque utile come portaoggetti.
Il serbatoio vero e proprio si trova all'interno del codino e sotto la sella.
Durante l'arco temporale in cui questo modello viene prodotto vengono rivisti esteticamente piccoli particolari senza avere mai una completa rivisitazione.

## Prima 75
Questa moto, prodotta dal 1993 al 1995 è una Cagiva Prima 50 con un motore più grande e dotato di un pacco lamellare a due petali invece del pacco lamellare a petalo singolo, inoltre il cilindro per poter essere raffreddato correttamente è munito di piccole alettature laterali.
Questo modello può essere facilmente riconosciuto dalla versione 50 cm³ per il tachimetro limitato a 140 km/h invece che a 120 come sulla versione più piccola.
Questo progetto viene anche ripreso dalla casa motociclistica spagnola Derbi che riproduce sotto il nome di Derbi GPR 50/75 una copia quasi esatta della Cagiva Prima. Quest'ultima viene praticamente esclusa dalla vendita in Italia per via degli accordi presi con il costruttore italiano.
La Derbi GPR è esteticamente identica alla Prima, si distingue per le diverse decalcomanie e i diversi colori nonché per la denominazione Derbi.